# Un uomo rispettabile
Un uomo rispettabile è una canzone dei The Pops versione italiana di A Well Respected Man del complesso inglese dei The Kinks.
La canzone venne presentata nel 1965 dal gruppo italiano composto da Aldo besozzi, Giuliano Votta, Nicola Sfregola, Marco Battistelli e Massimo Brambilla. Il disco 45 giri è stato prodotto dalla GTA del Maestro Cicchellero e presenta nel lato B la canzone Lalla Chicchi.
Nel 1987, la canzone viene ripresa da Gli Avvoltoi nel loro singolo d'esordio, riproponendola nell'album L'Altro Dio (2009) insieme al cantante Cisco.